# Asphalte
Asphalte (Engels: Macadam Stories) is een Franse film uit 2015, geschreven en geregisseerd door Samuel Benchetrit, gebaseerd op zijn autobiografische roman Les Chroniques de l’Asphalte. De film ging in première op 17 mei op het Filmfestival van Cannes.

## Verhaal
In een appartementsgebouw in Frankrijk valt de lift regelmatig in panne en vinden drie ontmoetingen plaats. Sternkowitz is een depressieve patiënt die de liefde van de nachtzuster probeert te winnen. Boven hem woont de tiener Charly, wiens ouders nooit thuis zijn en die bevriend geraakt met zijn nieuwe buurvrouw Jeanne Meyer, een actrice in de jaren 1980. John McKenzie, een Amerikaans astronaut komt uit de lucht gevallen en verandert het leven van mevrouw Hamida, een Algerijnse immigrante wier zoon in de gevangenis zit.

## Rolverdeling
| Acteur                 | Personage     |
| ---------------------- | ------------- |
| Isabelle Huppert       | Jeanne Meyer  |
| Gustave Kervern        | Sterkowitz    |
| Valeria Bruni Tedeschi | Nachtzuster   |
| Tassadit Mandi         | Mme Hamida    |
| Jules Benchetrit       | Charly        |
| Michael Pitt           | John McKenzie |

## Prijzen en nominaties
De belangrijkste:
| Jaar | Prijs | Categorie            | Genomineerde(n)   | Uitslag     |
| ---- | ----- | -------------------- | ----------------- | ----------- |
| 2016 | César | Beste bewerkt script | Samuel Benchetrit | Genomineerd |